# Così finisce la nostra notte
Così finisce la nostra notte (So Ends Our Night) è un film del 1941 diretto da John Cromwell. È tratto dal romanzo di Erich Maria Remarque Liebe deinen Nächsten uscito in Italia con il titolo Ama il prossimo tuo.

## Trama
Josef Steiner è un tedesco che non condivide gli ideali del nazionalsocialismo e per questo si è dato alla fuga. A Vienna incontra Ludwig, profugo di Praga anche lui senza documenti.
Insieme fuggono dalla capitale austriaca e raggiungono Praga dove Ludwig conosce Ruth.
Sono costretti a fuggire di nuovo, questa volta la meta è Parigi dove forse potrebbero ricostruire una nuova vita.
Josef riceve la notizia che la moglie è ricoverata in ospedale e decide di rivederla un'ultima volta nonostante sappia che rischia l'arresto.